# Karl Hoche
Karl Hoche (* 11. August 1936 in Schreckenstein, Tschechoslowakei) ist ein deutscher Autor und Satiriker.

## Leben
Karl Hoche machte 1956 in München sein Abitur und studierte anschließend Jura. Es folgte ein einjähriger Aufenthalt in den USA, finanziert durch ein Fulbright-Stipendium. Er war 1965 Mitbegründer, -texter und -spieler des Münchner Studentenkabaretts Die Stichlinge, das sich  nach 1968 wieder auflöste. Im Jahre 1970 bestand er das zweite juristische Staatsexamen in München. Er arbeitet seitdem ausschließlich als Autor, unter anderem auch für das Kom(m)ödchen und die Münchner Lach- und Schießgesellschaft.

## Auszeichnungen
- 1977: Tukanpreis
- 1987: Ernst-Hoferichter-Preis.

## Veröffentlichungen

### Monografien
- Schreibmaschinentypen und andere Parodien. Mit Ill. v. Paul Flora und Dieter Lange. Deutscher Taschenbuch-Verlag, München 1971, ISBN 3-423-00799-0.
- Das Hoche Lied. Satiren und Parodien. Zsolnay, Wien u. a. 1976, ISBN 3-552-02822-6.
- Über Liebe. Ihr Kinderlein Kommet Nicht! Geschichte Der Empfängnisverhütung. C. J. Bucher, Luzern u. a. 1979, ISBN 3-7658-0291-3.
- Die Marx-Brothers. Eine Geschichte des Sozialismus. 150 Jahre, die den Kapitalismus und das Zwerchfell erschütterten. Droemer Knaur, München 1983, ISBN 3-426-19080-X.
- Ein Strauß Satiren. Droemer Knaur, München 1983, ISBN 3-426-02118-8.
- Die Lage war noch nie so ernst. Eine Geschichte der Bundesrepublik in ihrer Satire. Athenäum, Königstein im Taunus 1984, ISBN 3-7610-8353-X.
- IN diesem unserem Lande. Artemis und Winkler, Düsseldorf u. a. 1997, ISBN 3-538-07053-9.
- Das Evangelium nach Hoche. Patmos Verlag, Düsseldorf 1998, ISBN 3-491-72388-4.
- bigbangliebe das programm. Pro BUSINESS, Berlin 2017, ISBN 978-3-86460-505-5

### Ko-Autor
- Die grossen Clowns. Gemeinsam mit Toni Meissner, Bartel F. Sinhuber. Athenäum, Königstein im Taunus 1982, ISBN 3-7610-8237-1.